# Jerzy Potrzebowski
Jerzy Potrzebowski, född 1921 i Sandomierz, Polen, död 1974 i Kraków, var en polsk-svensk målare och tecknare.
Potrzebowski studerade vid Konstakademien i Kraków. Han vistats periodvis i Sverige ett flertal gånger. Hans konst består av historiska och krigiska motiv, politiska teckningar från Buchenwald och Auschwitz, landskap samt porträtt av kända personer. Potrzebowski är representerad vid Kulturmuseet i Warszawa, Warszawa stadsmuseum, Armémuseet i Warszawa, Moderna museet i Wien, Studentmuseet i London, Moskva kulturhus samt i Gustav VI Adolfs samling.